# Tomás Yepes
Pour les articles homonymes, voir Yepes.
Tomás Yepes, ou Hiepes, est un peintre espagnol, né à Valence vers 1595, et mort dans la même ville en 1674.

## Biographie
Tomás Yepes est un peintre valencien de la période baroque. C'est une personnalité mal connue, occupant une place à part dans l'histoire de la nature morte espagnole, car il peint dans une tradition des premières décennies du siècle avec des compositions d'une rigoureuse symétrie.
Ses œuvres sont datées à partir de 1642 comprennent des bouquets de fleurs, corbeilles de fruits, ustensiles de cuisine, dans une technique ténébriste et une gamme de tons foncés, dans un style proche de celui d'Espinosa.